# Campina da Lagoa
Campina da Lagoa este un oraș în Paraná (PR), Brazilia.